# Warm River
Warm River is een plaats (city) in de Amerikaanse staat Idaho, en valt bestuurlijk gezien onder Fremont County.

## Demografie
Bij de volkstelling in 2000 werd het aantal inwoners vastgesteld op 10.
In 2006 is het aantal inwoners door het United States Census Bureau geschat op eveneens 10.

## Geografie
Volgens het United States Census Bureau beslaat de plaats een oppervlakte van
1,9 km², geheel bestaande uit land. Warm River ligt op ongeveer 1721 m boven zeeniveau.

## Plaatsen in de nabije omgeving
De onderstaande figuur toont nabijgelegen plaatsen in een straal van 36 km rond Warm River.